# Vianos
Vianos – gmina w Hiszpanii, w prowincji Albacete, w Kastylii-La Mancha, o powierzchni 128,04 km². W 2011 roku gmina liczyła 400 mieszkańców.